# 卡斯特莱奥内-迪苏阿萨
卡斯特莱奥内-迪苏阿萨（義大利語：Castelleone di Suasa），是意大利安科纳省的一个市镇。总面积15.83平方公里，人口1730人，人口密度109.3人/平方公里（2009年）。ISTAT代码为042011。